# Gephyromantis spiniferus
Gephyromantis spiniferus is een kikker uit de familie gouden kikkers (Mantellidae). De soort werd voor het eerst wetenschappelijk beschreven door Rose Marie Antoinette Blommers-Schlösser en C. P. Blanc in 1991. De soort behoort tot het geslacht Gephyromantis.

## Leefgebied
De kikker is endemisch in Madagaskar. De soort komt voor in het zuidoosten van het eiland, onder andere op het Andringitramassief, en leeft op een hoogte van 600 tot 1000 meter boven zeeniveau.

## Synoniemen
- Mantidactylus spiniferus Blommers-Schlösser & Blanc, 1991